# Conacul familiei Cristi
Conacul familiei Cristi este o clădire amplasată în Teleșeu, raionul Orhei, Republica Moldova. Este un monument arhitectural de importanță națională inclus în Registrul monumentelor Republicii Moldova ocrotite de stat cu nr. 1235 (raionul Orhei). Datează din anii 1830.